# بيتسي براون
بيتسي براون (بالإنجليزية: Betsy Brown)‏ هي كاتِبة وشاعرة أمريكية، ولدت في 1963.